# Делёз, Жозеф Филипп Франсуа
Жозеф Филипп Делёз (12 апреля 1753, Систерон, Прованс, Королевство Франция — 31 октября 1835, Париж) — французский натуралист и гипнотизер. Натуралист Парижского ботанического сада. Являясь последователем Пюисегюра, также изучал магнетизм. Как и его предшественник, Делёз при проведении своих гипнотических сеансов не забывал учитывать психологический аспект. В 1813 году он опубликовал книгу «Критическая история животного магнетизма». Это один из важнейших трудов в описываемой области. Делёз считал, что при проведении гипнотических сеансов большую роль играет умиротворяющая атмосфера, то есть отсутствие любых внешних раздражителей. Также неоднократно подчеркивалась важность уверенности гипнотизера в собственных умениях и силах, которая невольно переходит и к пациенту. Именно этому фактору сеанс обязан своей успешностью.
Делёзом были изданы и другие книги на тему о магнетизме: «В защиту животного магнетизма» и «Практическое руководство по животному магнетизму».
Следует сказать, что в воззрениях магнетизера было много ошибочных убеждений. Например, он считал, что воображение играет небольшую роль в достижении нужного результата, а последнее непосредственно зависит от веры пациента в силу и умение врача, в успех лечения. Кроме того, сам больной, по мнению Делёза, принимает пассивное участие в процессе гипноза, то есть целитель обязан целиком и полностью контролировать происходящее. Вмешательство же пациента приведет лишь к уменьшению действенности гипноза, так как будет определенным образом сопротивляться силе гипнотизера.

### Список произведений
- Histoire critique du magnétisme animal. — Paris: Mame, 1813. — Vol. 1—2. — 298, 340 p.
- Défense du magnétisme animal contre les attaques dont il est l'objet dans le Dictionnaire des sciences médicales. — Paris: Belin-Leprieur, 1819. — 267 p.
- Instruction pratique sur le magnétisme animal. — 4-ème. — A. Mertens, 1836. — LXXXVI, 380 p.
  - Руководство к практическому изучению животного магнетизма. — М.: В тип. Н. Степанова, 1836.
    - Часть первая. — 209, II с.
    - Часть вторая. — 252, II с.